# Liste der Orte im Landkreis Bad Tölz-Wolfratshausen
Die Liste der Orte im Landkreis Bad Tölz-Wolfratshausen listet die 448 amtlich benannten Gemeindeteile (Hauptorte, Kirchdörfer, Pfarrdörfer, Dörfer, Weiler und Einöden) im Landkreis Bad Tölz-Wolfratshausen auf.

## Systematische Liste
Alphabet der Städte und Gemeinden mit den zugehörigen Orten.
- Die Gemeinde Bad Heilbrunn mit 34 Gemeindeteilen:[2]
  - Pfarrdorf Bad Heilbrunn
  - Kirchdorf Oberbuchen
  - Dörfer Hohenbirken, Langau, Mürnsee, Oberenzenau, Obersteinbach, Ramsau, Reindlschmiede, Unterbuchen, Unterkarpfsee und Untersteinbach
  - Siedlung Ostfeld
  - Weiler Achmühl, Baumberg, Hub, Karpfsee, Kiensee, Letten, Linden, Nantesbuch, Obermühl, Schönau, Unterenzenau, Wiesweber und Wörnern
  - Einöden Bernwies, Bocksberg, Fletzen, Graben, Hinterstallau, Podling, Voglherd und Weiherweber

- Die Stadt Bad Tölz mit 15 Gemeindeteilen:[3]
  - Hauptort Bad Tölz
  - Pfarrdorf Ellbach
  - Kirchdorf Kirchbichl
  - Weiler Abrain, Eichmühle, Feichten, Mühlberg, Rain, Ratzenwinkl, Reut, Roßwies und Schnaitt
  - Einöden Hintersberg, Kogl und Oberhof

- Die Gemeinde Benediktbeuern mit 5 Gemeindeteilen:[4]
  - Dörfer Gschwendt und Häusern
  - Weiler Vormholz
  - Einöde Straßberg

- Die Gemeinde Bichl mit 3 Gemeindeteilen:[5]
  - Kirchdorf Bichl
  - Weiler Hofstätt
  - Einöde Schögger a.Rain

- Die Gemeinde Dietramszell mit 60 Gemeindeteilen:[6]
  - Pfarrdörfer Ascholding, Dietramszell und Hechenberg
  - Kirchdörfer Baiernrain, Bairawies, Humbach, Linden, Lochen, Peretshofen, Steingau und Thankirchen
  - Dörfer Berg, Einöd, Erlach, Föggenbeuern, Fraßhausen, Großeglsee, Manhartshofen, Obermühlthal, Schönegg, Tattenkofen, Unterleiten und Untermühlthal
  - Weiler Dietenhausen, Emmerkofen, Gastwies, Habichau, Jasberg, Kleineglsee, Leismühl, Leiten, Niederreuth, Podling, Punding, Rampertshofen, Reuth, Ried, Schlickenried und Thalham
  - Gut Sonnenhof
  - Wallfahrtskirchen Maria Elend und Sankt Leonhard
  - Einöden Au, Bergerhof, Grabmühle, Haarschwaige, Helfertsried, Hölching, Kappelsberg, Kolbing, Nordhof, Oed, Osten, Reith, Spöttberg, Steinsberg, Stockach, Trischberg, Walleiten und Zellbach

- Die Gemeinde Egling mit 33 Gemeindeteilen:[7]
  - Pfarrdörfer Deining, Egling, Endlhausen und Thanning
  - Kirchdörfer Aufhofen, Ergertshausen und Neufahrn
  - Dörfer Attenham, Aumühle, Dettenhausen, Hornstein, Moosham, Oberegling, Oehnböck, Puppling, Schalkofen und Siegertshofen
  - Weiler Bullreuth, Eulenschwang, Feldkirchen, Geilertshausen, Harmating, Reichertshausen, Riedhof, Sachsenhausen, Sägmühle, Schönberg und Sonnenham
  - Einöden Dürnstein, Goldkofen, Neukolbing, Weihermühle und Wörschhausen

- Die Gemeinde Eurasburg mit 51 Gemeindeteilen:[8]
  - Pfarrdorf Beuerberg
  - Kirchdörfer Berg und Eurasburg
  - Dörfer Achmühle, Baierlach, Bierbichl, Bruggen, Faistenberg, Happerg, Lengenwies, Oberherrnhausen und Unterherrnhausen
  - Weiler Gasteig, Haidach, Hofstätt, Hohenleiten, Maierwald, Quarzbichl, Schwaig, Speck und Wammetsberg
  - Einöden Adelsreuth, Babenstuben, Bachbauer, Bergbauer, Blöcken, Brandstätt, Bräumann, Filzbuch, Frettenried, Haag, Habichtgraben, Hainzenau, Höhl, Impleiten, Loh, Mandl, Märzanderl, Oberfeld, Oberhof, Oed, Putzlehen, Rohr, Schaberer, Schwarzlehen, Sprengenöd, Steingrub, Sterz, Waltersteig, Winkl und Zwitzenlehen

- Die Gemeinde Gaißach mit 23 Gemeindeteilen:[9]
  - Pfarrdorf Gaißach
  - Dörfer Lehen, Mühle, Obergries, Puchen, Rain und Untergries
  - Weiler Grundnern, Kellern, Lexen, Oberreut, Obersteinbach, Pfistern, Reut, Schalchern, Taxern, Untermberg, Unterreut, Untersteinbach, Wetzl und Wiedmoos
  - Einöden Lus und Moosen

- Die Stadt Geretsried mit 7 Gemeindeteilen:[10]
  - Hauptort Geretsried
  - Stadtteile Gartenberg
  - Kirchdorf Gelting
  - Dorf Buchberg
  - Weiler Ziegelei
  - Gut Schwaigwall
  - Einöde Einöde

- Die Gemeinde Greiling mit 4 Gemeindeteilen:[11]
  - Kirchdorf Greiling
  - Einöden Aigenhaus, Attenloh und Reuth

- Die Gemeinde Icking mit 11 Gemeindeteilen:[12]
  - Pfarrdorf Icking
  - Kirchdörfer Dorfen, Irschenhausen und Walchstadt
  - Dorf Attenhausen
  - Siedlungen Alpe, Holzen und Schlederloh
  - Weiler Meilenberg und Wadlhausen
  - Einöde Schützenried

- Die Gemeinde Jachenau mit 28 Gemeindeteilen:[13]
  - Pfarrdorf Jachenau
  - Siedlung Rechen
  - Dörfer Altlach, Bäcker, Friedeln, Höfen, Laich, Mühle, Niggeln und Setzplatz
  - Weiler Achner, Berg, Erbhof, Fleck, Hinterbichl, Petern, Point, Sachenbach, Tannern und Wieden
  - Einöden Fleckhaus,  Lain, Luitpolder, Niedernach, Ochsensitz, Ort, Raut und Schröfeln

- Die Gemeinde Kochel am See mit 12 Gemeindeteilen:
  - Pfarrdörfer Kochel am See und Walchensee
  - Kirchdorf Ried
  - Dörfer Altjoch, Ort, Pessenbach und Urfeld
  - Weiler Einsiedl und Pfisterberg
  - Unterkunftshaus Herzogstand
  - Einöden Brunnenbach und Zwergern

- Die Gemeinde Königsdorf mit 23 Gemeindeteilen:
  - Pfarrdorf Königsdorf
  - Dörfer Berg, Graben, Höfen, Mooseurach, Niederham, Osterhofen, Schönrain, Schwaighofen und Wiesen
  - Weiler Boschhof, Heigl, Kreut, Pföderl, Rothmühle, Sonnenhofen und Zellwies
  - Einöden Au, Brand, Brandl, Grafing, Lindenrain und Schuß

- Die Gemeinde Lenggries mit 44 Gemeindeteilen:
  - Pfarrdorf Lenggries
  - Kirchdörfer Fall, Fleck, Schlegldorf und Wegscheid
  - Dörfer Anger, Bairahof, Ertlhöfe, Gilgenhöfe, Hellerschwang, Hohenreuth, Mühlbach, Rieschenhöfe, Steinbach, Untermurbach und Winkl
  - Weiler Almbach, Graben, Hohenwiesen, Holz, Klaffenbach, Kranzer, Langeneck, Leger, Letten, Luitpolderhöfe, Obermurbach, Seiboldhöfe, Vorderriß, Wasenstein und Wies. Das Schloss Hohenburg
  - Einöden Am Keilkopf, Am Tratenbach, Kalvarienberg, Rauchenberg und Unterluß
  - Berghütten Bayernhütte, Brauneckhütte, Denkalm, Florianshütte, Kotalm, Reiseralm und Seekarhütte

- Die Gemeinde Münsing mit 24 Gemeindeteilen:
  - Pfarrdorf Münsing
  - Kirchdörfer Ambach, Ammerland, Degerndorf, Holzhausen am Starnberger See und Sankt Heinrich
  - Dörfer Seeheim, Weipertshausen und Wimpasing
  - Weiler Attenkam, Bolzwang, Pischetsried, Ried, Schechen, Sonderham und Weidenkam
  - Schloss Oberambach
  - Einöden Bergkramer, Bruckmaier, Buchsee, Reichenkam, Schallenkam, Schwabbruck und Staudach

- Die Gemeinde Reichersbeuern mit 2 Gemeindeteilen:
  - Pfarrdorf Reichersbeuern
  - Weiler Reut

- Die Gemeinde Sachsenkam mit 2 Gemeindeteilen:
  - Pfarrdorf Sachsenkam.
  - Kloster Reutberg

- Die Gemeinde Schlehdorf mit 4 Gemeindeteilen:
  - Pfarrdorf Schlehdorf
  - Kirchdorf Unterau
  - Dorf Raut
  - Einöde Kreut

- Die Gemeinde Wackersberg mit 60 Gemeindeteilen:
  - Pfarrdorf Wackersberg
  - Kirchdörfer Arzbach und Fischbach
  - Dörfer Bibermühle, Burger, Höfen, Hoheneck, Lain, Oberfischbach, Schnait, Stallau und Steinbach
  - Weiler Abberg, All, Auf der Höh, Bach, Blaika, Bocksleiten, Buchberg, Haunleiten, Kiefersau, Knapp, Lehen, Leitzing, Leitzingerau, Nodern, Reit, Rimslrain, Rothenrain, Sauersberg, Schwaig, Sonnershof, Spiegel, Steinsäge, Thal, Untermberg und Zollhaus
  - Einöden Allhofen, Aug, Bürg, Fiecht, Fischbachmühl, Fürholzen, Glaswinkl, Hahnbauer, Heimkreit, Hub, Huppenberg, Kellershof, Kloiber, Lechen, Lochen, Ochsenwöhr, Prösteln, Rothmühle, Schnegg, Straß, Voglsang, Weiglhof und Wolfsöd

- Die Stadt Wolfratshausen mit 4 Gemeindeteilen:
  - Hauptort Wolfratshausen
  - Kirchdorf Nantwein
  - Dorf Weidach
  - Siedlung Waldram

## Alphabetische Liste
In Fettschrift erscheinen die Orte, die namengebend für die Gemeinde sind.

### A
- Abberg zu Wackersberg
- Abrain zu Bad Tölz
- Achmühl zu Bad Heilbrunn
- Achmühle zu Eurasburg
- Achner zu Jachenau
- Adelsreuth zu Eurasburg
- Aigenhaus zu Greiling
- All zu Wackersberg
- Allhofen zu Wackersberg
- Almbach zu Lenggries
- Alpe zu Icking
- Altjoch zu Kochel a.See
- Altlach zu Jachenau
- Am Keilkopf zu Lenggries
- Am Tratenbach zu Lenggries
- Ambach zu Münsing
- Ammerland zu Münsing
- Anger zu Lenggries
- Arzbach zu Wackersberg
- Ascholding zu Dietramszell
- Attenham zu Egling
- Attenhausen zu Icking
- Attenkam zu Münsing
- Attenloh zu Greiling
- Au zu Dietramszell
- Au zu Königsdorf
- Auf der Höh zu Wackersberg
- Aufhofen zu Egling
- Aug zu Wackersberg
- Aumühle zu Egling

↑ Zurück zum Inhaltsverzeichnis

### B
- Babenstuben zu Eurasburg
- Bach zu Wackersberg
- Bachbauer zu Eurasburg
- Bäcker zu Jachenau
- Bad Heilbrunn
- Bad Tölz
- Baierlach zu Eurasburg
- Baiernrain zu Dietramszell
- Bairahof zu Lenggries
- Bairawies zu Dietramszell
- Baumberg zu Bad Heilbrunn
- Bayernhütte zu Lenggries
- Benediktbeuern
- Berg zu Dietramszell
- Berg zu Eurasburg
- Berg zu Jachenau
- Berg zu Königsdorf
- Bergbauer zu Eurasburg
- Bergerhof zu Dietramszell
- Bergkramer zu Münsing
- Bernwies zu Bad Heilbrunn
- Beuerberg zu Eurasburg
- Bibermühle zu Wackersberg
- Bichl
- Bierbichl zu Eurasburg
- Blaika zu Wackersberg
- Blöcken zu Eurasburg
- Bocksberg zu Bad Heilbrunn
- Bocksleiten zu Wackersberg
- Bolzwang zu Münsing
- Boschhof zu Königsdorf
- Brand zu Königsdorf
- Brandl zu Königsdorf
- Brandstätt zu Eurasburg
- Bräumann zu Eurasburg
- Brauneckhütte zu Lenggries
- Bruckmaier zu Münsing
- Bruggen zu Eurasburg
- Brunnenbach zu Kochel a.See
- Buchberg zu Geretsried
- Buchberg zu Wackersberg
- Buchsee zu Münsing
- Bullreuth zu Egling
- Bürg zu Wackersberg
- Burger zu Wackersberg

↑ Zurück zum Inhaltsverzeichnis

### D
- Degerndorf zu Münsing
- Deining zu Egling
- Denkalm zu Lenggries
- Dettenhausen zu Egling
- Dietenhausen zu Dietramszell
- Dietramszell
- Dorfen zu Icking
- Dürnstein zu Egling

↑ Zurück zum Inhaltsverzeichnis

### E
- Egling
- Eichmühle zu Bad Tölz
- Einöd zu Dietramszell
- Einöde zu Geretsried
- Einsiedl zu Kochel a.See
- Ellbach zu Bad Tölz
- Emmerkofen zu Dietramszell
- Endlhausen zu Egling
- Erbhof zu Jachenau
- Ergertshausen zu Egling
- Erlach zu Dietramszell
- Ertlhöfe zu Lenggries
- Eulenschwang zu Egling
- Eurasburg

↑ Zurück zum Inhaltsverzeichnis

### F
- Faistenberg zu Eurasburg
- Fall zu Lenggries
- Feichten zu Bad Tölz
- Feldkirchen zu Egling
- Fiecht zu Wackersberg
- Filzbuch zu Eurasburg
- Fischbach zu Wackersberg
- Fischbachmühl zu Wackersberg
- Fleck zu Jachenau
- Fleck zu Lenggries
- Fleckhaus zu Jachenau
- Fletzen zu Bad Heilbrunn
- Florianshütte zu Lenggries
- Föggenbeuern zu Dietramszell
- Fraßhausen zu Dietramszell
- Frettenried zu Eurasburg
- Friedeln zu Jachenau
- Fürholzen zu Wackersberg

↑ Zurück zum Inhaltsverzeichnis

### G
- Gaißach
- Gartenberg zu Geretsried
- Gasteig zu Eurasburg
- Gastwies zu Dietramszell
- Geilertshausen zu Egling
- Gelting zu Geretsried
- Geretsried
- Gilgenhöfe zu Lenggries
- Glaswinkl zu Wackersberg
- Goldkofen zu Egling
- Graben zu Bad Heilbrunn
- Graben zu Königsdorf
- Graben zu Lenggries
- Grabmühle zu Dietramszell
- Grafing zu Königsdorf
- Greiling
- Großeglsee zu Dietramszell
- Grundnern zu Gaißach
- Gschwendt zu Benediktbeuern

↑ Zurück zum Inhaltsverzeichnis

### H
- Haag zu Eurasburg
- Haarschwaige zu Dietramszell
- Habichau zu Dietramszell
- Habichtgraben zu Eurasburg
- Hahnbauer zu Wackersberg
- Haidach zu Eurasburg
- Hainzenau zu Eurasburg
- Happerg zu Eurasburg
- Harmating zu Egling
- Haunleiten zu Wackersberg
- Häusern zu Benediktbeuern
- Hechenberg zu Dietramszell
- Heigl zu Königsdorf
- Heimkreit zu Wackersberg
- Helfertsried zu Dietramszell
- Hellerschwang zu Lenggries
- Herzogstand zu Kochel a.See
- Hinterbichl zu Jachenau
- Hintersberg zu Bad Tölz
- Hinterstallau zu Bad Heilbrunn
- Höfen zu Jachenau
- Höfen zu Königsdorf
- Höfen zu Wackersberg
- Hofstätt zu Bichl
- Hofstätt zu Eurasburg
- Hohenbirken zu Bad Heilbrunn
- Hohenburg zu Lenggries
- Hoheneck zu Wackersberg
- Hohenleiten zu Eurasburg
- Hohenreuth zu Lenggries
- Hohenwiesen zu Lenggries
- Höhl zu Eurasburg
- Hölching zu Dietramszell
- Holz zu Lenggries
- Holzen zu Icking
- Holzhausen am Starnberger See zu Münsing
- Hornstein zu Egling
- Hub zu Bad Heilbrunn
- Hub zu Wackersberg
- Humbach zu Dietramszell
- Huppenberg zu Wackersberg

↑ Zurück zum Inhaltsverzeichnis

### I
- Icking
- Impleiten zu Eurasburg
- Irschenhausen zu Icking

↑ Zurück zum Inhaltsverzeichnis

### J
- Jachenau
- Jasberg zu Dietramszell

↑ Zurück zum Inhaltsverzeichnis

### K
- Kalvarienberg zu Lenggries
- Kappelsberg zu Dietramszell
- Karpfsee zu Bad Heilbrunn
- Kellern zu Gaißach
- Kellershof zu Wackersberg
- Kiefersau zu Wackersberg
- Kiensee zu Bad Heilbrunn
- Kirchbichl zu Bad Tölz
- Klaffenbach zu Lenggries
- Kleineglsee zu Dietramszell
- Kloiber zu Wackersberg
- Knapp zu Wackersberg
- Kochel a.See
- Kogl zu Bad Tölz
- Kolbing zu Dietramszell
- Königsdorf
- Kotalm zu Lenggries
- Kranzer zu Lenggries
- Kreut zu Königsdorf
- Kreut zu Schlehdorf

↑ Zurück zum Inhaltsverzeichnis

### L
- Laich zu Jachenau
- Lain zu Jachenau
- Lain zu Wackersberg
- Langau zu Bad Heilbrunn
- Langeneck zu Lenggries
- Lechen zu Wackersberg
- Leger zu Lenggries
- Lehen zu Gaißach
- Lehen zu Wackersberg
- Leismühl zu Dietramszell
- Leiten zu Dietramszell
- Leitzing zu Wackersberg
- Leitzingerau zu Wackersberg
- Lengenwies zu Eurasburg
- Lenggries
- Letten zu Bad Heilbrunn
- Letten zu Lenggries
- Lexen zu Gaißach
- Linden zu Bad Heilbrunn
- Linden zu Dietramszell
- Lindenrain zu Königsdorf
- Lochen zu Dietramszell
- Lochen zu Wackersberg
- Loh zu Eurasburg
- Luitpolder zu Jachenau
- Luitpolderhöfe zu Lenggries
- Lus zu Gaißach

↑ Zurück zum Inhaltsverzeichnis

### M
- Maierwald zu Eurasburg
- Mandl zu Eurasburg
- Manhartshofen zu Dietramszell
- Maria Elend zu Dietramszell
- Märzanderl zu Eurasburg
- Meilenberg zu Icking
- Moosen zu Gaißach
- Mooseurach zu Königsdorf
- Moosham zu Egling
- Mühlbach zu Lenggries
- Mühlberg zu Bad Tölz
- Mühle zu Gaißach
- Mühle zu Jachenau
- Münsing
- Mürnsee zu Bad Heilbrunn

↑ Zurück zum Inhaltsverzeichnis

### N
- Nantesbuch zu Bad Heilbrunn
- Nantwein zu Wolfratshausen
- Neufahrn zu Egling
- Neukolbing zu Egling
- Niederham zu Königsdorf
- Niedernach zu Jachenau
- Niederreuth zu Dietramszell
- Niggeln zu Jachenau
- Nodern zu Wackersberg
- Nordhof zu Dietramszell

↑ Zurück zum Inhaltsverzeichnis

### O
- Oberambach zu Münsing
- Oberbuchen zu Bad Heilbrunn
- Oberegling zu Egling
- Oberenzenau zu Bad Heilbrunn
- Oberfeld zu Eurasburg
- Oberfischbach zu Wackersberg
- Obergries zu Gaißach
- Oberherrnhausen zu Eurasburg
- Oberhof zu Bad Tölz
- Oberhof zu Eurasburg
- Obermühl zu Bad Heilbrunn
- Obermühlthal zu Dietramszell
- Obermurbach zu Lenggries
- Oberreut zu Gaißach
- Obersteinbach zu Bad Heilbrunn
- Obersteinbach zu Gaißach
- Ochsensitz zu Jachenau
- Ochsenwöhr zu Wackersberg
- Oed zu Dietramszell
- Oed zu Eurasburg
- Oehnböck zu Egling
- Ort zu Jachenau
- Ort zu Kochel a.See
- Osten zu Dietramszell
- Osterhofen zu Königsdorf
- Ostfeld zu Bad Heilbrunn

↑ Zurück zum Inhaltsverzeichnis

### P
- Peretshofen zu Dietramszell
- Pessenbach zu Kochel a.See
- Petern zu Jachenau
- Pfisterberg zu Kochel a.See
- Pfistern zu Gaißach
- Pföderl zu Königsdorf
- Pischetsried zu Münsing
- Podling zu Bad Heilbrunn
- Podling zu Dietramszell
- Point zu Jachenau
- Prösteln zu Wackersberg
- Puchen zu Gaißach
- Punding zu Dietramszell
- Puppling zu Egling
- Putzlehen zu Eurasburg

↑ Zurück zum Inhaltsverzeichnis

### Q
- Quarzbichl zu Eurasburg

↑ Zurück zum Inhaltsverzeichnis

### R
- Rain zu Bad Tölz
- Rain zu Gaißach
- Rampertshofen zu Dietramszell
- Ramsau zu Bad Heilbrunn
- Ratzenwinkl zu Bad Tölz
- Rauchenberg zu Lenggries
- Raut zu Jachenau
- Raut zu Schlehdorf
- Rechen zu Jachenau
- Reichenkam zu Münsing
- Reichersbeuern
- Reichertshausen zu Egling
- Reindlschmiede zu Bad Heilbrunn
- Reiseralm zu Lenggries
- Reit zu Wackersberg
- Reith zu Dietramszell
- Reut zu Bad Tölz
- Reut zu Gaißach
- Reut zu Reichersbeuern
- Reutberg zu Sachsenkam
- Reuth zu Dietramszell
- Reuth zu Greiling
- Ried zu Dietramszell
- Ried zu Kochel a.See
- Ried zu Münsing
- Riedhof zu Egling
- Rieschenhöfe zu Lenggries
- Rimslrain zu Wackersberg
- Rohr zu Eurasburg
- Roßwies zu Bad Tölz
- Rothenrain zu Wackersberg
- Rothmühle zu Königsdorf
- Rothmühle zu Wackersberg

↑ Zurück zum Inhaltsverzeichnis

### S
- Sachenbach zu Jachenau
- Sachsenhausen zu Egling
- Sachsenkam
- Sägmühle zu Egling
- Sankt Heinrich zu Münsing
- Sankt Leonhard zu Dietramszell
- Sauersberg zu Wackersberg
- Schaberer zu Eurasburg
- Schalchern zu Gaißach
- Schallenkam zu Münsing
- Schalkofen zu Egling
- Schechen zu Münsing
- Schlederloh zu Icking
- Schlegldorf zu Lenggries
- Schlehdorf
- Schlickenried zu Dietramszell
- Schnait zu Wackersberg
- Schnaitt zu Bad Tölz
- Schnegg zu Wackersberg
- Schögger am Rain zu Bichl
- Schönau zu Bad Heilbrunn
- Schönberg zu Egling
- Schönegg zu Dietramszell
- Schönrain zu Königsdorf
- Schröfeln zu Jachenau
- Schuß zu Königsdorf
- Schützenried zu Icking
- Schwabbruck zu Münsing
- Schwaig zu Eurasburg
- Schwaig zu Wackersberg
- Schwaighofen zu Königsdorf
- Schwaigwall zu Geretsried
- Schwarzlehen zu Eurasburg
- Seeheim zu Münsing
- Seekarhütte zu Lenggries
- Seiboldhöfe zu Lenggries
- Setzplatz zu Jachenau
- Siegertshofen zu Egling
- Sonderham zu Münsing
- Sonnenham zu Egling
- Sonnenhof zu Dietramszell
- Sonnenhofen zu Königsdorf
- Sonnershof zu Wackersberg
- Speck zu Eurasburg
- Spiegel zu Wackersberg
- Spöttberg zu Dietramszell
- Sprengenöd zu Eurasburg
- Stallau zu Wackersberg
- Staudach zu Münsing
- Steinbach zu Lenggries
- Steinbach zu Wackersberg
- Steingau zu Dietramszell
- Steingrub zu Eurasburg
- Steinsäge zu Wackersberg
- Steinsberg zu Dietramszell
- Sterz zu Eurasburg
- Stockach zu Dietramszell
- Straß zu Wackersberg
- Straßberg zu Benediktbeuern

↑ Zurück zum Inhaltsverzeichnis

### T
- Tannern zu Jachenau
- Tattenkofen zu Dietramszell
- Taxern zu Gaißach
- Thal zu Wackersberg
- Thalham zu Dietramszell
- Thankirchen zu Dietramszell
- Thanning zu Egling
- Trischberg zu Dietramszell

↑ Zurück zum Inhaltsverzeichnis

### U
- Unterau zu Schlehdorf
- Unterbuchen zu Bad Heilbrunn
- Unterenzenau zu Bad Heilbrunn
- Untergries zu Gaißach
- Unterherrnhausen zu Eurasburg
- Unterkarpfsee zu Bad Heilbrunn
- Unterleiten zu Dietramszell
- Unterluß zu Lenggries
- Untermberg zu Gaißach
- Untermberg zu Wackersberg
- Untermühlthal zu Dietramszell
- Untermurbach zu Lenggries
- Unterreut zu Gaißach
- Untersteinbach zu Bad Heilbrunn
- Untersteinbach zu Gaißach
- Urfeld zu Kochel a.See

↑ Zurück zum Inhaltsverzeichnis

### V
- Voglherd zu Bad Heilbrunn
- Voglsang zu Wackersberg
- Vorderriß zu Lenggries
- Vormholz zu Benediktbeuern

↑ Zurück zum Inhaltsverzeichnis

### W
- Wackersberg
- Wadlhausen zu Icking
- Walchensee zu Kochel a.See
- Walchstadt zu Icking
- Waldram zu Wolfratshausen
- Walleiten zu Dietramszell
- Waltersteig zu Eurasburg
- Wammetsberg zu Eurasburg
- Wasenstein zu Lenggries
- Wegscheid zu Lenggries
- Weidach zu Wolfratshausen
- Weidenkam zu Münsing
- Weiglhof zu Wackersberg
- Weihermühle zu Egling
- Weiherweber zu Bad Heilbrunn
- Weipertshausen zu Münsing
- Wetzl zu Gaißach
- Wieden zu Jachenau
- Wiedmoos zu Gaißach
- Wies zu Lenggries
- Wiesen zu Königsdorf
- Wiesweber zu Bad Heilbrunn
- Wimpasing zu Münsing
- Winkl zu Eurasburg
- Winkl zu Lenggries
- Wolfratshausen
- Wolfsöd zu Wackersberg
- Wörnern zu Bad Heilbrunn
- Wörschhausen zu Egling

↑ Zurück zum Inhaltsverzeichnis

### Z
- Zellbach zu Dietramszell
- Zellwies zu Königsdorf
- Ziegelei zu Geretsried
- Zollhaus zu Wackersberg
- Zwergern zu Kochel a.See
- Zwitzenlehen zu Eurasburg

↑ Zurück zum Inhaltsverzeichnis